# Барабаш, Евгений Петрович
Евге́ний Петро́вич Бараба́ш (1923—1992) — советский лётчик, пионер освоения реактивной техники, заслуженный пилот СССР (1973), майор (1970).

## Биография

### Довоенные годы
Родился 10 ноября 1923 года в станице Копанская, ныне Ейского района Краснодарского края.
В 1941 году окончил 10 классов школы в городе Теджен (Туркменистан).
В Красной Армии с октября 1941 года. В 1941 году окончил 61-ю учебную авиаэскадрилью ГВФ (город Ашхабад, Туркменистан) и до 1943 года был в ней лётчиком-инструктором.

### Участие в Великой Отечественной войне
Участник Великой Отечественной войны: в августе 1943 − мае 1945 — пилот, командир звена 18-го (с ноября 1944 года — 44-го) отдельного авиационного полка ГВФ. Воевал на Степном и 2-м Украинском фронтах. Осуществлял перевозки грузов, боеприпасов и личного состава в войска в ходе битвы за Днепр, в Кировоградской, Корсунь-Шевченковской, Уманско-Ботошанской, Ясско-Кишинёвской, Дебреценской, Будапештской, Венской и Пражской наступательных операциях.
За время участия в боевых действиях совершил 1.323 боевых вылета (с налётом 2.310 часов), перевёз около 8.000 кг боеприпасов, около 2.500 кг горючего, около 600 кг продовольствия, более 6.000 кг прочего военного груза и около 50 человек.
В сентябре 1945 года окончил Курсы высшей лётной подготовки ГВФ (в городе Минеральные Воды). Служил пилотом в 19-м отдельном транспортном авиационном полку, базировавшемся во Внуково. С сентября 1946 года лейтенант Е. П. Барабаш — в запасе.

### Послевоенные годы
Осенью 1946 года 19-й отдельный транспортный авиационный полк был преобразован во Вторую отдельную авиагруппу ГВФ, выполнявшую международные воздушные рейсы. Е. П. Барабаш стал пилотом 50-го авиаотряда этой авиагруппы. С осени 1948 года силами Второй отдельной авиагруппы были организованы регулярные международные рейсы на Ил-12 в Софию, Варшаву, столицы других стран Восточной Европы, а также в Хельсинки, Вену, Кабул и Тегеран.
В 1952 году в результате очередной реорганизации вместо авиагрупп было создано Московское управление транспортной авиации ГВФ, в состав которого вошли аэропорт Внуково), три авиатранспортных отряда и 21-й учебно-тренировочный отряд. Е. П. Барабаш работал командиром корабля в 63-м авиаотряде, а затем — командиром корабля в 65-м авиаотряде. Летал на самолётах Ил-14.
С марта 1956 года работал в 200-м авиаотряде (в аэропорту Внуково), был в нём командиром авиаэскадрильи, заместителем командира и командиром отряда. Освоил самолёты Ту-104 и Ил-18. 15 сентября 1956 года совершил первый в стране регулярный рейс на реактивном пассажирском самолёте.
После ухода с лётной работы был представителем Аэрофлота во Франции, с 1971 года — представителем Аэрофлота в аэропорту Брюсселя.
Жил в Москве. Умер 22 мая 1992 года. Похоронен на Пыхтинском кладбище в посёлке Внуково.

## Награды
- два ордена Отечественной войны 2-й степени (17.02.1945; 11.03.1985)
- орден Трудового Красного Знамени (15.06.1971)
- орден Красной Звезды (17.07.1944)
- орден «Знак Почёта»
- медаль «За отвагу» (25.12.1943)
- другие медали

## Почётные звания
Заслуженный пилот СССР (09.02.1973)

## Интересные факты

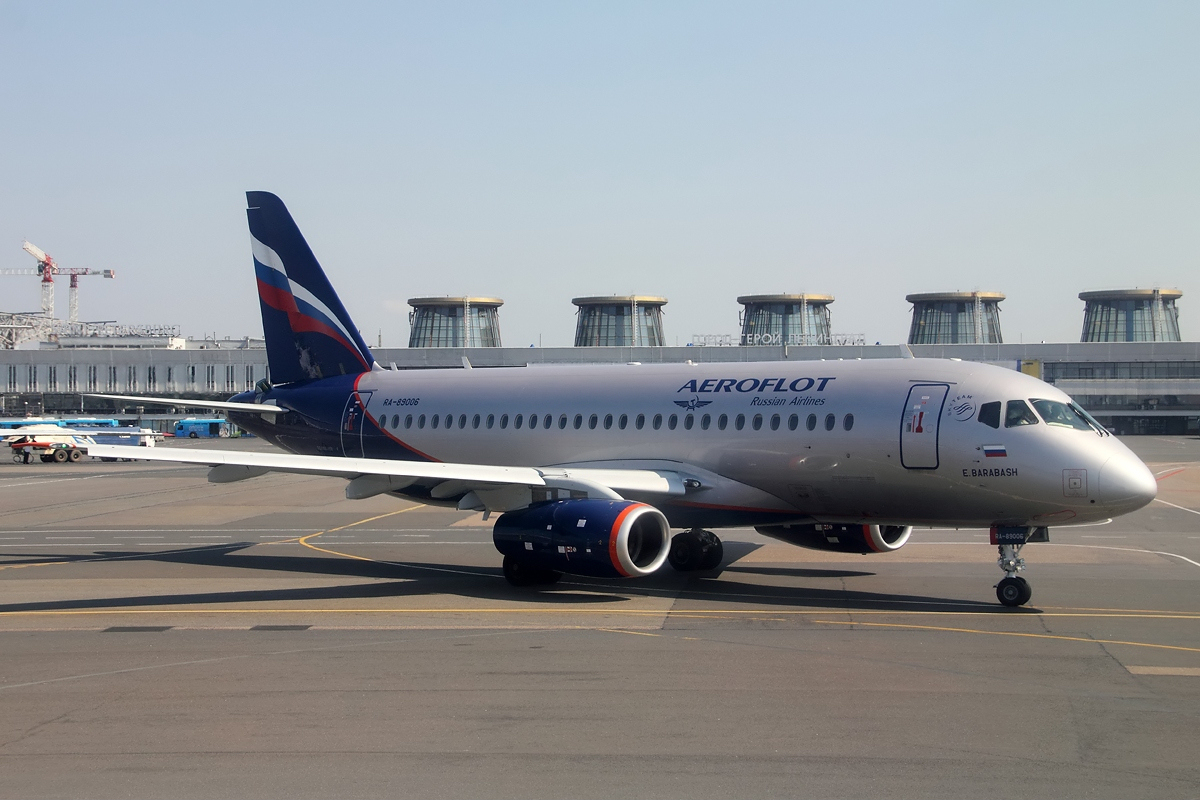
Sukhoi Superjet 100 Аэрофлота «Евгений Барабаш».

- 15-18 октября 1944 года во время Дебреценской операции перебрасывал грузы находящимся в окружении частям 4-го гвардейского казачьего корпуса под командованием генерал-лейтенанта И. А. Плиева.
- Экипаж самолёта Ту-104 с бортовым номером «СССР-Л5413» Е. П. Барабаша 15 сентября 1956 года первым в СССР совершил регулярный рейс на реактивном пассажирском самолёте по маршруту Москва—Иркутск.[1] В состав экипажа входили: командир — Е.Барабаш, второй пилот — С.Кузнецов, штурман — А.Лебедев, борттехник — В.Томин и радист — Р.Горин. За 7 часов 10 минут с промежуточной посадкой в Омске самолёт долетел до Иркутска, покрыв расстояние 4570 км.[2]
- В 1961 году Евгений Барабаш доставил в Москву второго космонавта СССР — Германа Титова — с места приземления космического корабля «Восток-2».[3]

## Память
- Сорок четвёртый по счёту самолёт отечественного производства «Sukhoi Superjet 100» (бортовой номер RA-89042), полученный компанией «Аэрофлот», в его честь назван «Евгений Барабаш».